# Seinen
Seinen (青年?) este o categorie de manga (fiind valabil și în cazul anime-urilor) care este destinată publicului matur, mai exact către bărbați cu vârsta cuprisă între 18 și 30 de ani, putându-se ajunge și la un public țintă care are 40 de ani sau mai mult. Termenul este compatibil cu termenii occidentali pentru vârsta respectivă și anume "adulți" (sau "pentru un public matur"). Echivalentul seinen la femei poartă numele de josei. În Japoneză, cuvântul Seinen înseamnă "bărbat tânăr" sau "bărbați tineri". Exemple includ Berserk, 3×3 Eyes, Hellsing, Chobits, Tenjho Tenge, Elfen Lied, Oh My Goddess!, Trigun, Rozen Maiden, xxxHolic', Gallery Fake.
O modalitate simplă pentru a identifica dacă o manga este seinen este să se verifice dacă furigana este folosit peste textul kanji original: dacă sunt furigana peste toate kanji, titlul este în general destinat audienței mai tinere. Totodată și titlul revistei în care a fost publicată serie poate fi folosit pentru același lucru. În general revistele manga japoneze cu cuvântul young în titlu (de exemplu Young Jump) sunt seinen. Alte reviste manga seinen populare sunt Ultra Jump, Afternoon, și Big Comic.